# ヤヌス (衛星)
ヤヌス (Saturn X Janus) は、土星の第10衛星である。同時期に発見された土星の第11衛星エピメテウスと軌道を共有する特殊な状態にあることが知られている。詳しくはエピメテウスの記事も参照のこと。

## 発見の経緯

### 初期の発見報告
土星の10番目の衛星は、20世紀初頭にその発見が報告されていながら、長らくその存在が確認されなかった幻の衛星だった。
19世紀末に、アメリカの天文学者ウィリアム・ヘンリー・ピッカリングが第9衛星フェーベを発見したが、程なくしてピッカリングは自分が撮影した写真乾板より新たな衛星を発見したと主張し、テミスと名付けた。ところがその後、誰もテミスを確認することができなかった。そのため、テミスはピッカリングの誤報だったとされている。
テミス騒動より60年後の1966年12月15日になって、フランスの天文学者オドゥワン・ドルフュスによって新たな衛星の発見が報告された。当初テミスの再発見かと思われたが全く別の衛星で、ドルフュスはヤヌスという名称を提案した。これで土星の第10衛星が実在することが確認されたのである。ところがヤヌスもテミス同様、同年のリチャード・ウォーカーらの報告を除いて、その後誰にも確認されることがなく、またも幻の衛星なのか、土星には第10衛星は存在しないのかと悲観的な見方が強まった。
なおウォーカーらが報告したものはヤヌスと公転軌道を共有する別の衛星であったことが後に判明しており、エピメテウスと名づけられている。発見報告当初は同じ軌道に天体は一つしか存在しないと考えられたため同一視されていたが、ドルフュスが発見した天体とウォーカーが発見した天体が同じ軌道を共有する別の天体であった可能性は1978年に Stephen M. Larson と John W. Fountain によって指摘されている。

### 再発見
問題の解決を見たのは、1979年から1980年にかけての多数の観測によってである。これらには地上からの観測だけではなく、無人探査機パイオニア11号やボイジャー1号による土星探査ミッションも含んでいる。まずはパイオニア11号が撮影した画像の中に衛星と思われる天体が発見され、S/1979 S 1 という仮符号が与えられた。さらにこれとは独立に近くの天体によるエネルギー粒子の吸収が検知され、こちらには S/1979 S 2 という仮符号が与えられた。軌道の位置からこの2つは同じ天体であると考えられ、またドルフュスが発見した天体と軌道が類似していることが指摘された。
さらにその後、1980年2月19日にはアメリカ海軍天文台の Dan Pascu が 66 cm 口径の望遠鏡を用いて衛星を発見しており、これには S/1980 S 1 いう仮符号が与えられた。程なくして2月23日には Fountain、Larson、Harold J. Reitsema、Bradford A. Smith によって S/1980 S 2 の発見が報告され、これは Pascu が発見したものと同一の天体である可能性が高く、またドルフュスが発見した天体の軌道とほぼ一致することも分かった。
最終的に、ドルフュスが発見した天体とこれらの天体は同じものであることが確認された。なお国際天文学連合の天体の命名に関するワーキンググループでは、ヤヌスを再発見した Pascu もドルフュスと並んで発見者として扱われている。

## 名称
ヤヌスの名前は、ローマ神話の出入口と扉の双面神ヤーヌスに由来する。先述の通り、発見者のドルフュスが発見後まもない頃に提案した名称である。国際天文学連合によって正式に名称が承認されたのは1983年9月30日だが、それまでの間も使用されていた。名称が承認されると同時に Saturn X という確定番号も与えられているが、この呼び方も正式に付与される以前から慣習的に使用されていた。なお、エピメテウスも同時に国際天文学連合より正式に命名されている。
発見の経緯でも述べたようにヤヌスは複数回「発見」されているため、多くの仮符号を持つ。ドルフュスによる初めての発見に伴う仮符号は S/1966 S 2 である。その後のパイオニア11号や地上観測により、S/1979 S 1、S/1979 S 2、S/1980 S 1、S/1980 S 2、S/1980 S 9 という仮符号が与えられている。なおパイオニア11号によって発見された S/1979 S 1 に関してはヤヌスではなくエピメテウスと同一とする見解があるものの、確実ではない。

## エピメテウスとの軌道の共有

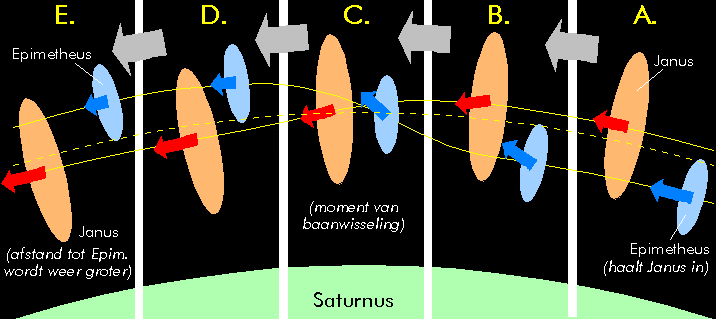
ヤヌスとエピメテウスの軌道の交換。互いに接近する4年ごとにお互いの軌道を入れ替えている。

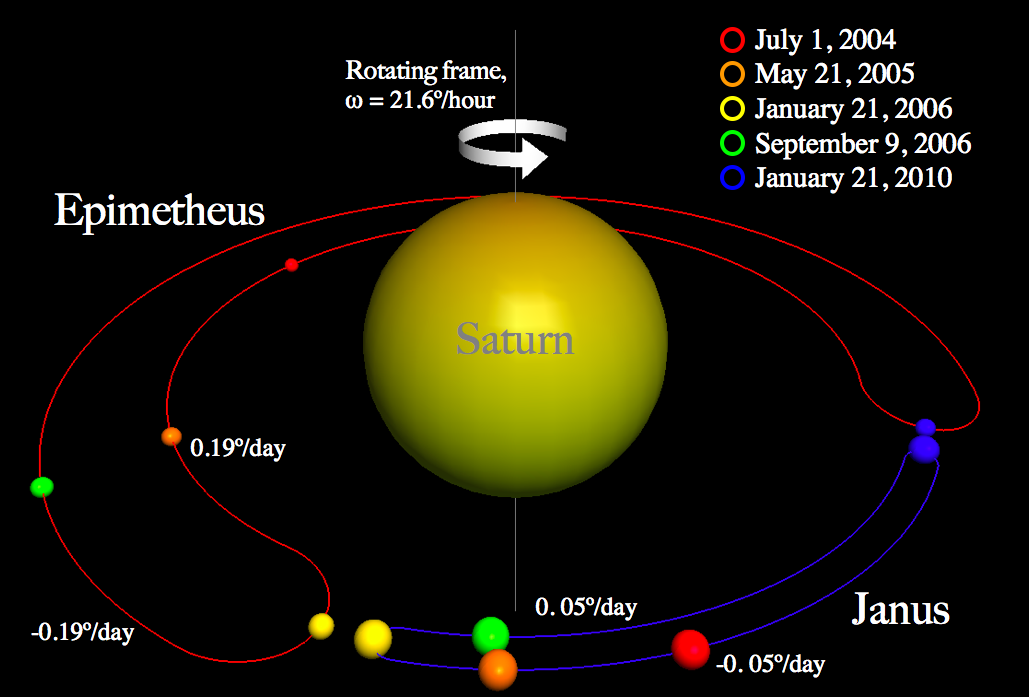
馬蹄形の軌道 (Horseshoe orbit)で公転するヤヌスとエピメテウスの動きを描いた2.5次元で描いた図。

馬蹄形の軌道 (Horseshoe orbit)で公転するヤヌスとエピメテウスの動きを動画で描いた図。
土星·
ヤヌス·
エピメテウス

ヤヌスはエピメテウスと公転軌道を共有しており、およそ4年ごとに接近して軌道を「交換」している。これは軌道力学の観点から見ると、ヤヌスとエピメテウスが 1:1 の平均運動共鳴をしているという状態に相当する。そのため、お互いに衝突することなく安定して土星の周りを公転している。このような軌道共有関係にある天体は、ヤヌスとエピメテウスの他には発見されていない。

## 物理的特徴
ヤヌスの表面は多くのクレーターに覆われており、そのうちいくつかは直径 30 km を超える大きさを持つ。ヤヌスの主要なクレーターには、Castor、Phoebe、Idas、Lynceus という名前が付けられている。また火星の衛星フォボスにも見られるような複数の溝 (groove) も発見されており、かすめるような衝突を経験したことを示唆している。ヤヌスとエピメテウスは共通の母天体の破壊によって形成されたとする考えがある。もしこれが正しい場合、破壊は惑星・衛星形成の初期段階で発生したはずである。これは表面のクレーターから推定されるヤヌスとエピメテウスの表面は非常に古いというのが根拠である。
天体の大部分は氷で出来ていると考えられるが、ヤヌスの平均密度は 0.63 g/cm3 であり、これは氷の密度よりも低い。そのためヤヌスは、衝突で発生した破片が重力でゆるく集まって出来たラブルパイル天体であると考えられる。アルベドが非常に高い値であることも、この天体の主成分が氷であることを支持している。

## 土星の環との関係
2006年の土星探査機カッシーニによる前方散乱光の観測で、ヤヌスとエピメテウスが公転している領域に薄い塵の環が存在することが判明した。この環はヤヌス/エピメテウス環と呼ばれており、半径方向に 5,000 km ほどの広がりを持っている。この環は、ヤヌスとエピメテウス表面への隕石衝突によって発生した塵が公転軌道周辺にばらまかれた結果として形成されていると考えられる。
また、ヤヌスはエピメテウスと共に土星の環のA環の維持に関与していることが分かっている。両者は共にA環からはやや離れているが、7:6 の軌道共鳴によってA環の明瞭な縁を形作っていると考えられている。共鳴を起こす軌道は「内側の軌道」であり、質量の大きいヤヌスが内側の軌道にいる時の方がこの影響が顕著である。